# Ponte Vecchio (Bassano del Grappa)
Il ponte sul Brenta, detto Ponte Vecchio di Bassano (conosciuto anche come Ponte degli Alpini), situato nella città di Bassano del Grappa, è un ponte coperto in legno, costruito su progetto di Andrea Palladio.
Ha subito numerosi interventi e ricostruzioni dalla sua nascita, documentata nel 1209 da Gerardo Maurisio.
Dal 1928, il ponte è anche dedicato alla memoria delle centinaia di migliaia di soldati (in particolare i reparti Alpini) che durante la prima guerra mondiale attraverso il ponte salivano sull'altopiano dei Sette Comuni, teatro di sanguinosi combattimenti per oltre 41 mesi.
Nel 2019 è stato dichiarato monumento nazionale.

## Storia

### Il primo ponte
Il ponte preesistente dal 1209 al 1569 era una struttura in legno su piloni e coperta da un tetto che costituiva la fondamentale via di comunicazione fra Bassano e Vicenza.
Nel 1315 Bassano venne coinvolta nella guerra tra Padova e Cangrande della Scala. Quando quest'ultimo occupò Marostica ed Angarano, furono costruite due torri per difendere il ponte.
Citato la prima volta nel 1209 dal cronista medievale Gerardo Maurisio, il ponte ricomparve nel 1227 in una bolla pontificia e poi negli statuti del 1259 nella rubrica dedicata agli artigiani e ai cittadini che con le loro opere di manutenzione combattevano l'erosione delle acque e i furti di legname. All'epoca, il ponte era già di legno, apparteneva a Bassano che pagava gli interventi di riparazione e riscuoteva il pedaggio. Con l'arrivo dei Carraresi, che rinforzarono le torri con poderose saracinesche, e successivamente della Serenissima, il ponte fu sempre più conteso.
Nel 1402 la guerra tra Gian Galeazzo Visconti e i Carraresi coinvolse anche Bassano: il signore di Milano tentò di deviare il Brenta per privare Padova delle sue difese, costruendo un ponte costituito da 94 arcate in pietra, dotate di porte in legno utilizzate come saracinesche. Nella notte tra il 6 e il 7 agosto una piena travolse il ponte, che venne distrutto.
Dalla metà del Quattrocento le ambizioni delle signorie al potere dovettero fare i conti con le brentane, le piene del fiume che spazzavano via tutto ciò che trovavano.
Ricostruito nel 1453 dopo la piena del 1439, appena quarant'anni più tardi il ponte era di nuovo in rovina. Nel 1498 venne riportato agli antichi splendori con il concorso della Repubblica di Venezia.
Nel 1511 le truppe francesi al comando del generale Jacques de La Palice incendiarono il ponte per sfuggire all'esercito imperiale durante la guerra della Lega di Cambrai.
Nel cinquantennio successivo il ponte fu distrutto e ricostruito più volte prima in legno, poi forse in pietra e infine ancora in legno.

### Progetto di Andrea Palladio

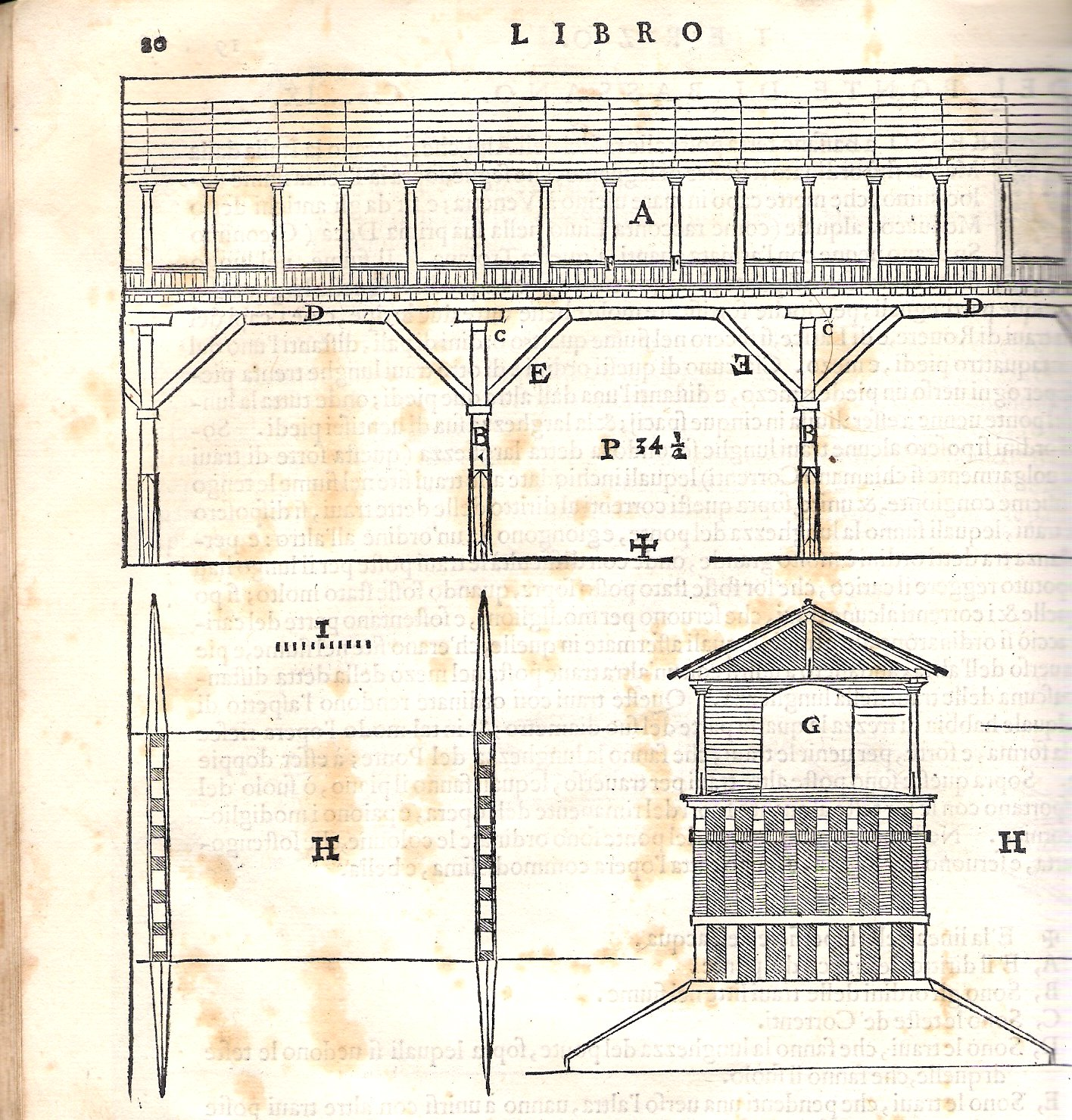
Il ponte ne I quattro libri dell'architettura (libro III) pubblicato da Palladio nel 1570

Nell'ottobre del 1567 si ebbe una vigorosa piena del fiume Brenta che travolse lo storico ponte preesistente. L'architetto Andrea Palladio fu coinvolto nella ricostruzione sin dai mesi immediatamente successivi al crollo: egli progettò dapprima un ponte in pietra completamente diverso dal precedente, a tre arcate sul modello degli antichi ponti romani. Il Consiglio cittadino bocciò tuttavia il progetto, imponendo all'architetto di non discostarsi troppo dalla struttura tradizionale.
Nell'estate del 1569 Palladio presentò quindi un secondo progetto definitivo di un ponte in legno che richiamava in pratica la struttura precedente, sebbene radicalmente rinnovata quanto a soluzioni tecniche e strutturali, e di grande impatto visivo. Unico rimando a un linguaggio architettonico è l'uso di colonne tuscaniche come sostegni dell'architrave che regge la copertura a due falde formata da serie di capriate in legno.

### Demolizioni e ricostruzioni

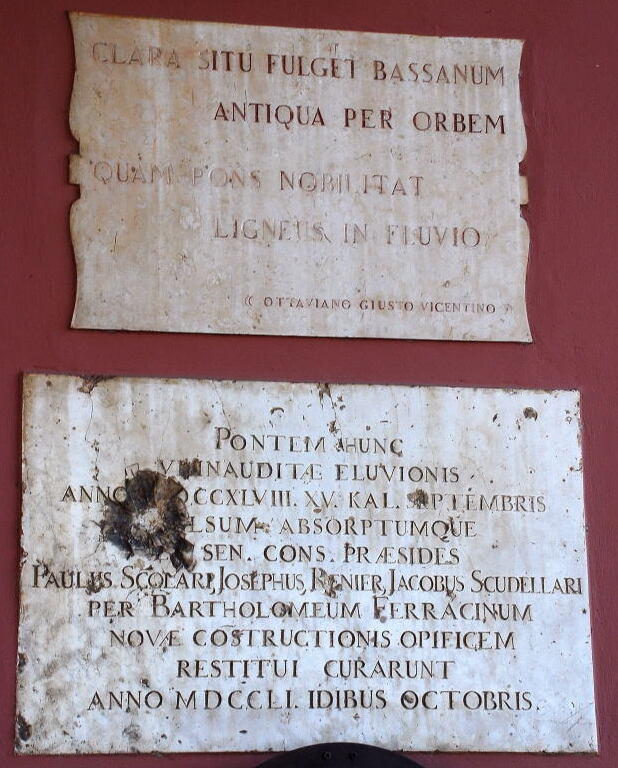
Lapidi in testa al ponte; quella in basso ricorda la ricostruzione di Bartolomeo Ferracina del XVIII secolo.

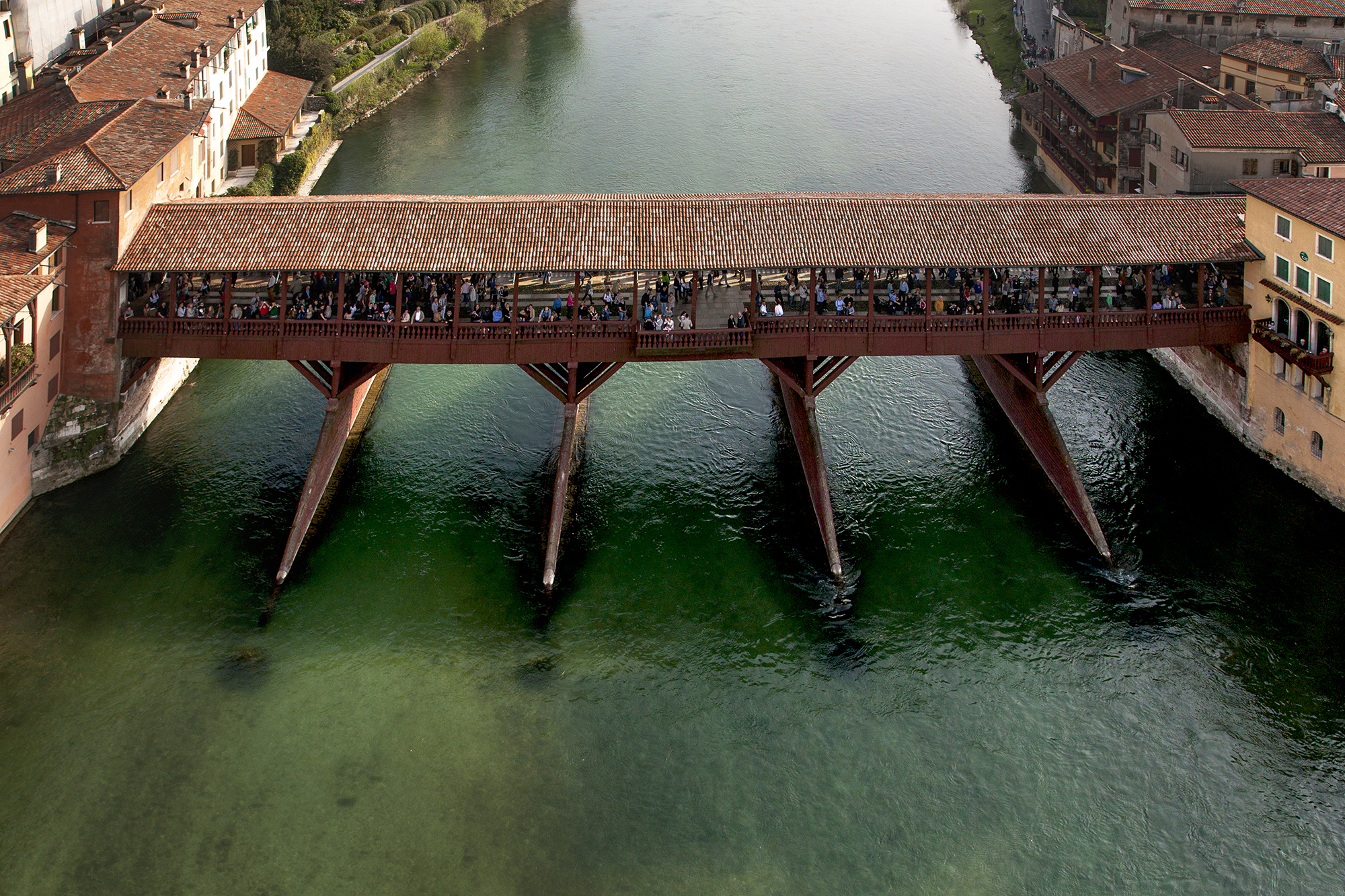
Vista dall'alto del ponte nel 2018

A conferma dell'efficienza tecnologica della struttura palladiana, il ponte resistette per quasi duecento anni, crollando a seguito della travolgente piena del Brenta del 19 agosto 1748. Il ponte fu ricostruito su indicazioni dell'ingegner Bartolomeo Ferracina rispettando la struttura del Palladio. Le uniche varianti furono i battipali, supporti che rendevano il ponte più resistente, e le due balconate speculari centrali.
Nel 1813 il ponte fu poi incendiato dal viceré Eugenio di Beauharnais e successivamente riedificato nel 1821 da Angelo Casarotti, con le stesse forme precedenti.
Durante la prima guerra mondiale sul celebre ponte passarono le truppe italiane per affrontare la difesa dei territori dell'altopiano dei Sette Comuni.
Il ponte fu poi raso al suolo un'ultima volta nel corso della seconda guerra mondiale il 17 febbraio 1945: appena passate le 19, ora in cui iniziava il coprifuoco, veniva lacerato da una forte esplosione. L'azione di sabotaggio, che faceva parte di un piano più vasto voluto dagli Alleati contro i ponti della Pedemontana, fu eseguita da un gruppo di 15 partigiani tutti armati e in bicicletta, due dei quali trainavano ciascuno a rimorchio un carrettino carico di esplosivo innescato. L’attentato causò la morte di una donna cinquantenne e di un adolescente. Il comandante del gruppo era Primo Visentin, un insegnante di Loria (TV) che usava lo pseudonimo di "Masaccio", come ricorda la targa presente ancora oggi sul ponte. Per rappresaglia i fascisti prelevarono dalle prigioni tre partigiani (Federico Alberti, Cesare Lunardi e Antonio Zavagnin) e li fucilarono sul ponte con addosso l'usuale cartello recante la scritta "Io sono un bandito".
Il ponte fu ricostruito secondo l'originale disegno di Palladio. Venne inaugurato il 3 ottobre 1948 con la presenza del Presidente del Consiglio Alcide De Gasperi. Venne ricostruito dall'Impresa Giulio Tessarolo & Figli di Rosà. Dato che molti operai di tale ditta erano reduci di guerra appartenenti al Corpo degli Alpini e portavano il tipico cappello con la penna durante i lavori, nacque la leggenda che fossero stati gli Alpini a rimetterlo in sesto. Il ponte infine fu gravemente danneggiato dalla eccezionale piena con alluvione del 4 novembre 1966, a seguito della quale venne effettuato un sistematico restauro strutturale. Seguirono gli interventi straordinari del 1990-1993 (lavori di consolidamento statico delle fondazioni e delle strutture portanti delle quattro stilate) e 2003-6 (complesso di opere di restauro e manutenzione straordinaria per contrastare l’inevitabile deperimento dei prodotti di protezione e di collegamento dei vari elementi del ponte).
A seguito della Legge n. 65/2019 del 5 luglio 2019 "Il ponte sul Brenta in Bassano del Grappa, nella provincia di Vicenza, detto «Ponte Vecchio di Bassano», è dichiarato monumento nazionale.
Lavori di controllo della stabilità della struttura e soprattutto delle parti immerse, con conseguente restauro, iniziarono a fine 2015 e a inizio maggio 2018 i lavori furono sospesi. Nel 2019 i lavori ripresero e il 12 febbraio il ponte fu sollevato di circa 45 cm nella zona collassata. Le fondazioni lignee, completamente degradate, sono state completamente sostituite da travi reticolari e pilastri in acciaio inox fino al livello di magra. La pavimentazione è stata modificata rispetto alla forma precedente, sostituendo al marmo una copertura in sassi di Brenta, nonostante il parere negativo dei tecnici della commissione locale paesaggio. I lavori, portati a termine il 14 maggio 2021, sono stati eseguiti dall'impresa Inco Srl di Pergine Valsugana. Il 3 ottobre 2021, nel 73º anniversario dall'inaugurazione di Alcide De Gasperi, è stato inaugurato con la presenza della Presidente del Senato della Repubblica Maria Elisabetta Alberti Casellati e del Segretario di Stato della Santa Sede Cardinal Pietro Parolin.

## Descrizione

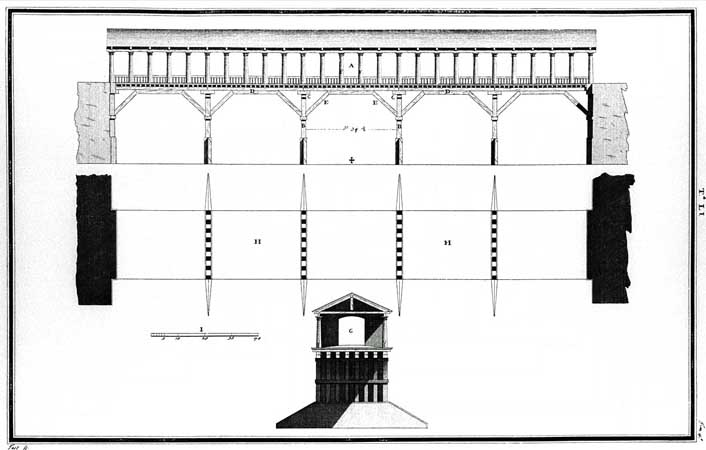
Il ponte in un rilievo di Ottavio Bertotti Scamozzi, 1773.

Il ponte segue fedelmente il progetto Palladiano. La struttura è a 5 campate lunghe circa 13 metri formate da grandi travi in legno con rompitratta obliqui che sono appoggiate sui quattro piloni intermedi e sulle due spalle laterali. I 4 piloni in legno hanno una forma idrodinamica rispetto alla corrente del fiume e sono formati da 8 pali spessi circa mezzo metro infissi nel terreno sul letto del fiume e da una serie di pali ad altezza decrescente che conferiscono un profilo obliquo ai piloni intermedi.

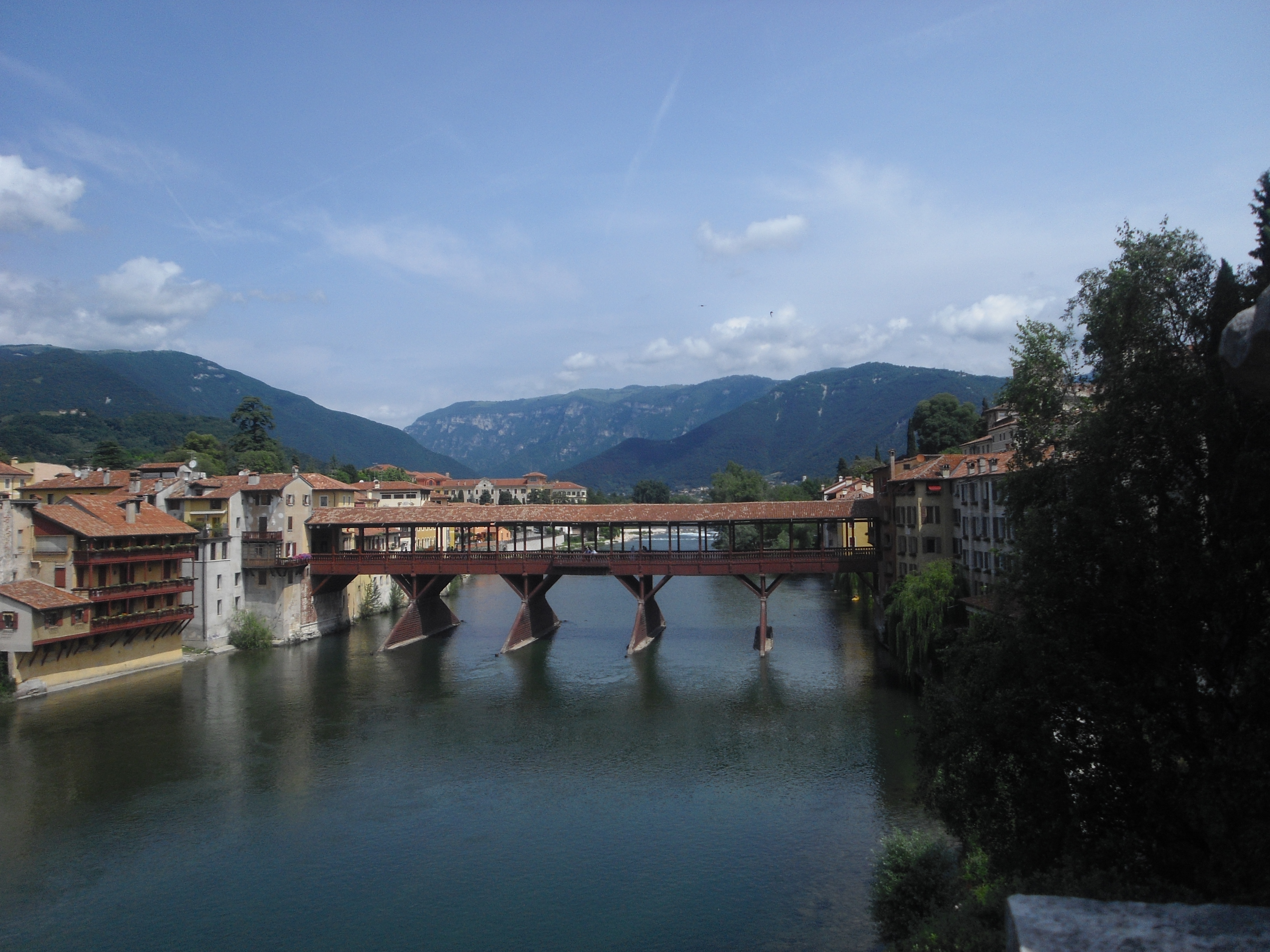
Vista panoramica del ponte da sud, sponda orientale
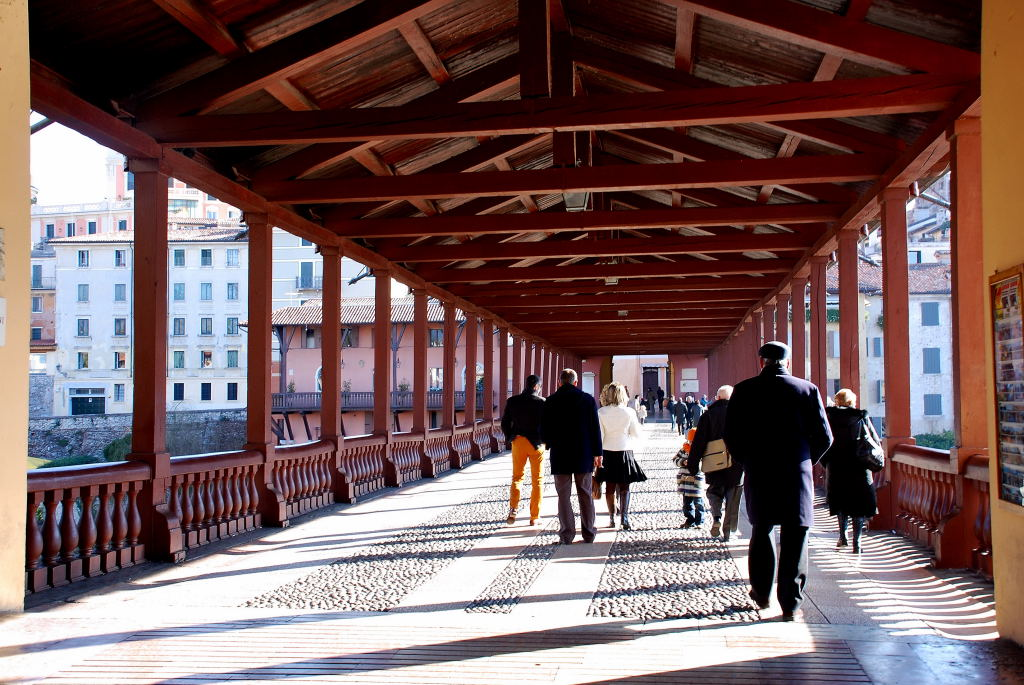
Vista della struttura interna prima della ristrutturazione del 2021
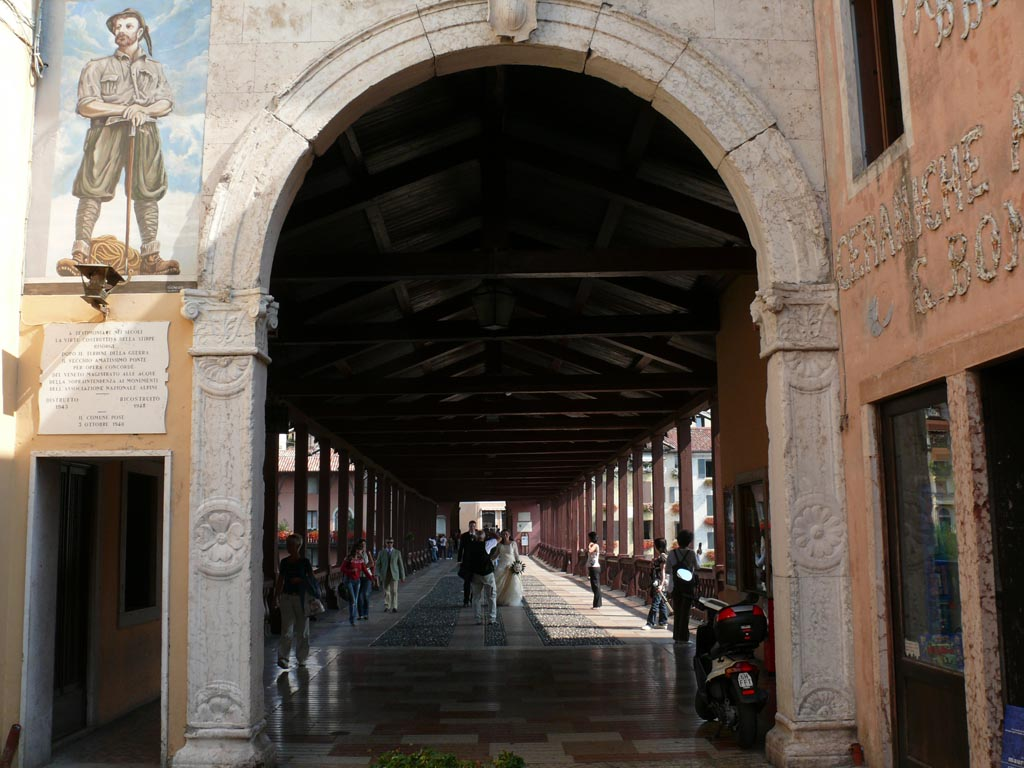
Una testata del ponte
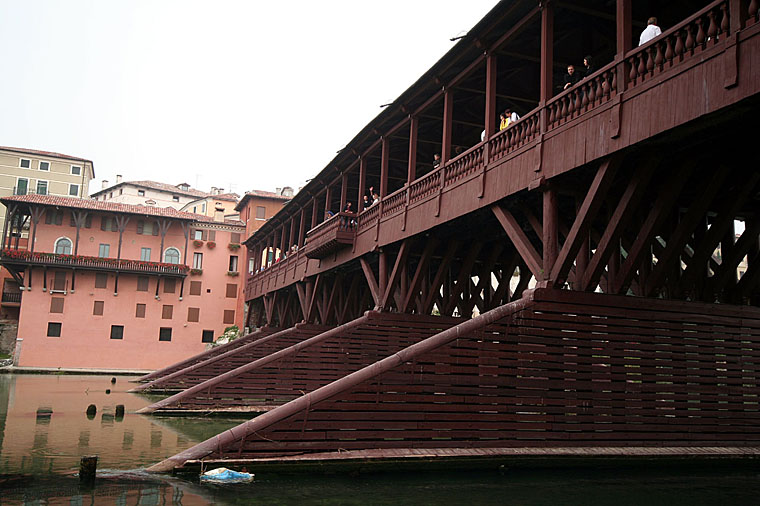
Il ponte visto dalla riva del Brenta

## Il canto popolare
“Sul Ponte di Bassano” è una popolare canzone d’amore italiana, spesso associata agli Alpini. Il ritornello della canzone è: "Sul Ponte di Bassano noi ci darem la mano, noi ci darem la mano ed un bacin d’amor."

## Distillerie
Nel 1779 viene fondata alle porte del ponte la più antica distilleria d’Italia, la Nardini.
Nei pressi del ponte si trova inoltre la Poli Distillerie con il Museo della Grappa

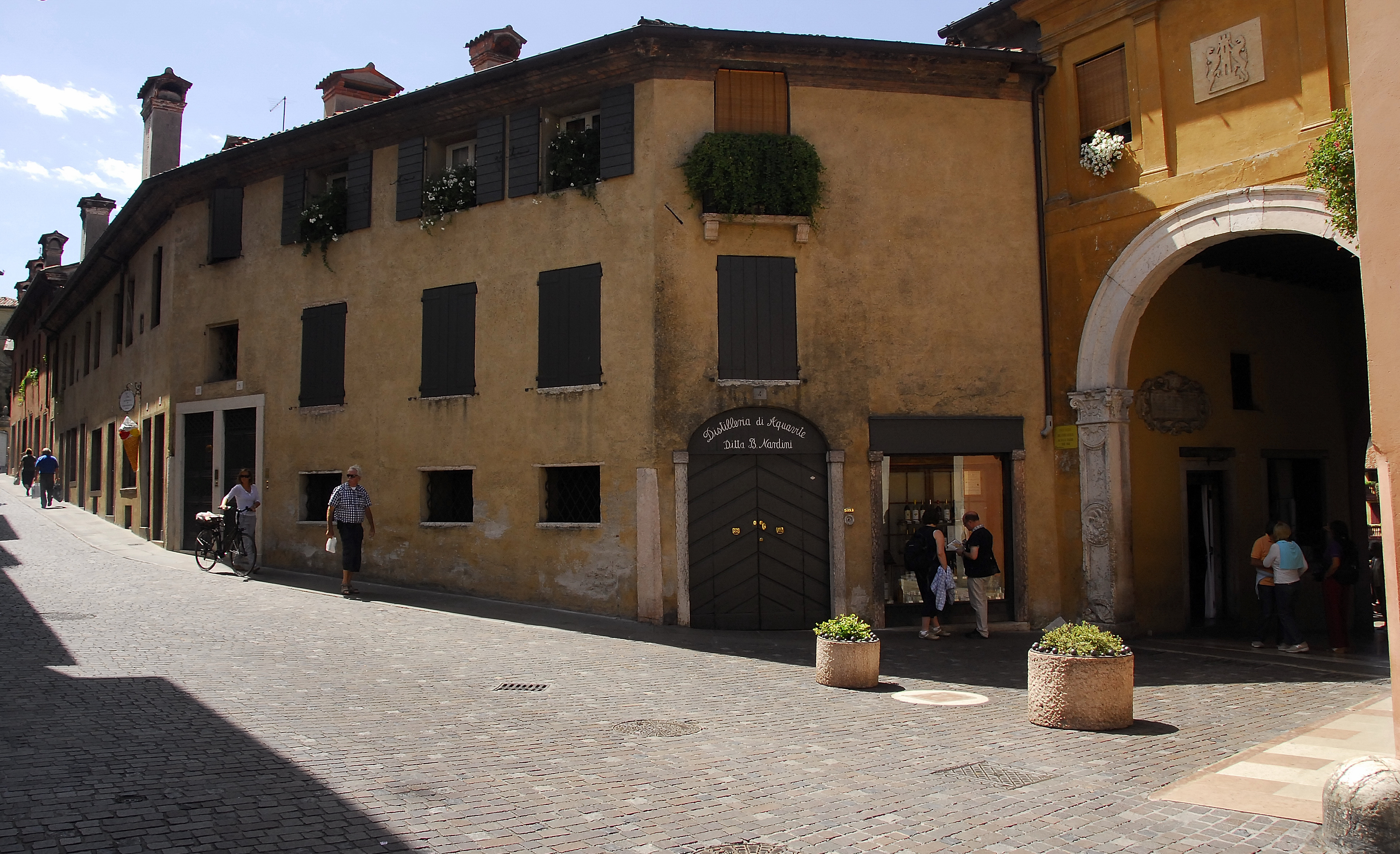
La distilleria Nardini, a fianco dell'accesso al ponte
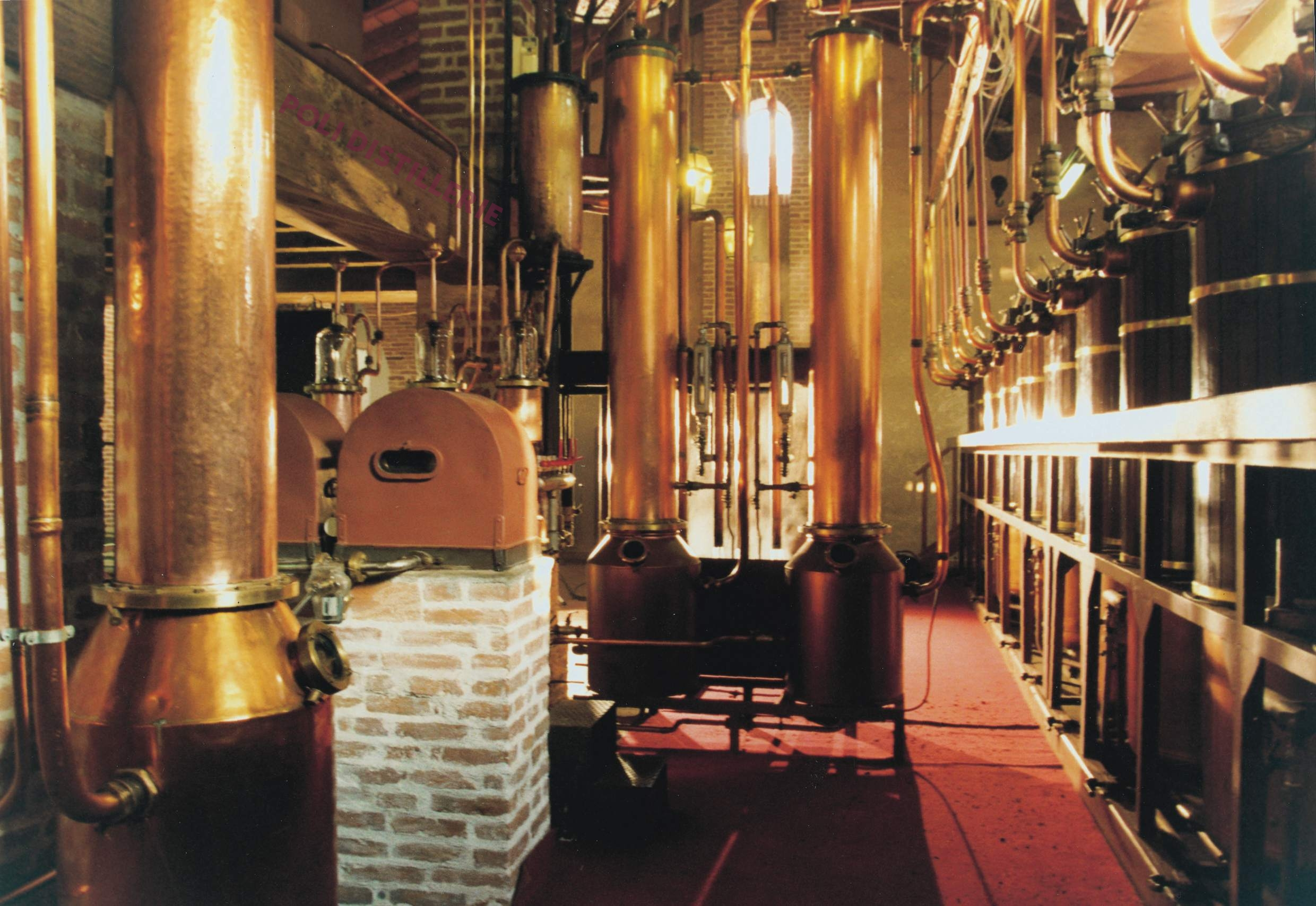
Alambicco della distilleria Poli nel 2000